# (31532) 1999 CZ146
1999 CZ146 (asteroide 31532) é um asteroide da cintura principal. Possui uma excentricidade de 0.22649530 e uma inclinação de 1.00684º.
Este asteroide foi descoberto no dia 9 de fevereiro de 1999 por Spacewatch em Kitt Peak.